# Laura Tomlinson
Laura Tomlinson (née Bechtolsheimer), née le 31 janvier 1985 à Mayence, est une cavalière de dressage britannique née allemande.
Elle est médaillée de bronze en individuel et médaillée d'or par équipe aux Jeux olympiques de Londres en 2012.